# Bocachico en cabrito
El bocachico en cabrito es un plato típico de la Costa Caribe colombiana, más exactamente de Barranquilla y sus alrededores.
Consiste en un bocachico al que se le extraen las vísceras (quedando “abierto”), se rellena con verduras sofritas (cebolla, tomate, ají dulce y ajo), opcionalmente se envuelve en hojas de bijao, se amarra con cuerda o cabuya de fique (que no se deshace con el calor ni modifica el sabor del plato) y por último se asa al carbón. El bocachico en cabrito se acompaña con yuca cocida o bollo de yuca y guarapo. 
Cabe señalar que el bocachico no se puede desescamar ni quebrársele las espinas con cuchillo (quedando “picao”) al comienzo de la preparación o adquirirse ya “abierto y picao”, pues se desbarataría al asar. De ahí la gran cantidad de espinas de este plato. 